# Rubus gremlii
Rubus gremlii är en rosväxtart som beskrevs av Wilhelm Olbers Focke.
Rubus gremlii ingår i släktet rubusar och familjen rosväxter. Inga underarter finns listade i Catalogue of Life.